# Descolimació
La descolimació és un efecte no desitjat que té lloc quan es produeix un desajustament del backfocus de la càmera. Consisteix en una modificació de la distància focal (i, en conseqüència, del pla focal de la lent). D'aquesta manera, malgrat que hàgim realitzat correctament l'enfocament, les fotografies que obtenim són borroses. Aquest efecte es pot originar a causa d'un defecte de la montura, però generalment té lloc quan emprem càmeres digitals, que tendeixen a escalfar-se especialment. L'excessiva calor pot ocasionar una dilatació de la càmera, que al seu torn modifica lleugerament la distància focal (normalment, de manera gairebé imperceptible per al fotògraf des del visor).